# Chemioterapeutyki
Chemioterapeutyki – substancje chemiczne stosowane w leczeniu chorób zakaźnych i zakażeń. Są to leki przeciwdrobnoustrojowe otrzymane metodą syntezy chemicznej, nieposiadające swojego odpowiednika w przyrodzie.
Bezpośrednio działanie wszystkich chemioterapeutyków polega na zwalczaniu rozwoju drobnoustrojów w organizmie. Do tej grupy leków należą między innymi sulfonamidy przeciwbakteryjne (w przeciwieństwie do sulfonamidów moczopędnych i przeciwcukrzycowych).
Chemioterapeutyki w praktyce klinicznej i piśmiennictwie medycznym bywają zaliczane do antybiotyków, pomimo że nie spełniają wymogu pochodzenia naturalnego z definicji tych ostatnich. Wynika to z takiej samej charakterystyki działania leczniczego obu tych grup substancji. 

## Podział ze względu na budowę chemiczną
- chinolony:
  - chinolony niefluorowane:
    - I generacji – kwas nalidyksowy
    - II generacji – garenoksacyna

  - fluorochinolony (podział na generacje niejednoznaczny – w zależności od opracowania, wyróżnia się 2, 3 lub 4 generacje):
    - I/II generacji – cyprofloksacyna, norfloksacyna, lewofloksacyna (czasem zaliczana do III/IV generacji), kwas pipemidynowy
    - III/IV generacji – moksyfloksacyna
- oksazolidynony – linezolid
- nitroimidazole – metronidazol, tinidazol
- nitrofurany – nitrofurantoina, furazydyna
- sulfonamidy – sulfacetamid, sulfametoksazol
- diaminopirymidyniny – trimetoprym, iklaprim
- urotropina
- nitazoksanid